# Reynmen
Reynmen (* 6. Dezember 1995 in Istanbul), bürgerlich Yusuf Aktaş, ist ein türkischer Vlogger und Sänger.

## Leben
Yusuf Aktaş, dessen Familie von İskenderun nach Sivas auswanderte, wuchs in Bağcılar auf und studierte nach der Schule Radio und Fernsehen. Unter dem Pseudonym Reynmen machte er sich in der Türkei über das Video-Social-Network Scorp einen Namen und wurde anschließend auch über YouTube und Instagram populär. Neben seinen Comedy-Clips veröffentlichte er auch mehrere Songs über die Plattform. Besonders bekannt wurde er durch die Solo-Single Derdim Olsun, das innerhalb von sechs Monaten über 200 Millionen Aufrufe erreichte.
Am 12. Juli 2019 veröffentlichte er die Single Ela, die innerhalb von 22 Stunden 14 Millionen Aufrufe auf YouTube auf sich vereinigte. Damit übertraf er einen vorher von Rapper Mero aufgestellten Rekord um mehr als das 3,5-fache. Die Single erreichte in den deutschen Charts Platz 51 und in den österreichischen Platz 61 und wurde zusätzlich im Jahr 2020 bei den Altın Kelebek Awards zum Song des Jahres gekürt.

## Diskografie

### EPs
- 2020: RnBesk

### Singles
- 2017: #Biziz (mit Lil Bege)
- 2017: Voyovoy (mit Veysel Zaloğlu)
- 2018: Toz Duman (mit Eypio)
- 2019: Derdim Olsun
- 2019: Sen Aldırma (mit Bilal Sonses)
- 2019: Ela
- 2020: Leila
- 2020: Kaçamak (mit Ufo361)
- 2020: Aykız (Remix) (mit Ben Büdü)
- 2020: Az Sevdim (mit Özkan Meydan & Alican Özbuğutu)
- 2020: Melek (#17 der deutschen Single-Trend-Charts am 8. Januar 2021[7])
- 2021: Bonita (mit Sefo)
- 2021: Yalan (mit Zeynep Bastık & Arem Ozguc)
- 2021: Pare
- 2021: Gel Kurtar
- 2022: Aşkım (mit Soolking)
- 2022: Wherever You Go (mit Inna)
- 2022: Yanılmışım
- 2023: Yana Yana (mit Semicenk)
- 2023: Cehennem
- 2023: Film Şeridi (mit Baneva)
- 2023: Gitme
- 2024: Renklensin (#3 der deutschen Single-Trend-Charts am 3. Mai 2024[8])
- 2024: Tavrına Hayran (mit Bilal Sonses)
- 2024: Cennet
- 2024: Hayalet (Remix) (mit Bege)
- 2024: Esmeri Sevdim Sarışınlara Kandım (mit Ahiyan)
- 2024: Nadide
- 2024: Neden Anlamadın Beni?
- 2024: Silah
- 2024: Koca Dünya
- 2025: Her Gün Ağladım (mit Bege)
- 2025: Çatma Yarim
- 2025: Göz Ucuyla (mit Wegh)
- 2025: Biri Ona Anlatsın
- 2025: Maşallah (mit Doğukan Sarıtaş)

Quelle:

## Auszeichnungen
- 2020: Altın Kelebek Award in der Kategorie Song des Jahres (für Ela)